# Gordon Banks
Gordon Banks (* 30. Dezember 1937 in Sheffield; † 12. Februar 2019 in Stoke-on-Trent) war ein englischer Fußballtorwart. Er wurde von der Statistikervereinigung IFFHS zum weltweit zweitbesten Torhüter des 20. Jahrhunderts gewählt. Sein größter Erfolg war 1966 der Gewinn der Fußball-WM im eigenen Land. Größere Bekanntheit erlangte „Banks of England“ vier Jahre später zudem durch eine erfolgreiche Parade gegen den brasilianischen Weltstar Pelé, die von der Weltfußballorganisation FIFA als eine der besten Rettungstaten in der Geschichte der Fußball-Weltmeisterschaften ausgezeichnet wurde. In der Fachwelt galt er in der Zeit von 1966 bis 1970 als bester Torwart der Welt.

## Sportliche Laufbahn

### Karrierebeginn
Der in Sheffield geborene Gordon Banks interessierte sich früh für die Spielweise der damals aktiven Torhüter und kam als Junge in einer einheimischen Mannschaft aus Bergarbeitern zum Einsatz. Nach seinem Schulabschluss arbeitete er zunächst im Bergbau und später als Maurer.
Banks spielte fortan zunehmend in Jugendvereinsmannschaften und stieg schnell in die Reserveteams im Erwachsenenbereich auf. Er leistete dann seinen Wehrdienst bei der Fernmeldetruppe („Royal Corps of Signals“) der Britischen Rheinarmee. Während seiner Stationierung im niedersächsischen Langeleben spielte er für den SV Viktoria Königslutter. Er besuchte diesen Verein den Rest seines Lebens regelmäßig und war Ehrenmitglied des SV Viktoria Königslutter. Mit der Regimentsmannschaft gewann er den „Rhine Cup“. Unmittelbar nach seiner Rückkehr nach England bot ihm der Trainer des FC Chesterfield, Ted Davison, einen Profivertrag an.
Banks erreichte 1956 mit dem FC Chesterfield das Endspiel des wohl wichtigsten englischen Nachwuchswettbewerbs FA Youth Cup und unterlag dort nach Hin- und Rückspiel gegen die berühmten „Busby Babes“ von Manchester United nur knapp mit 3:4 Toren. Im November 1958 debütierte Banks mit der Profimannschaft in der neu formierten Third Division, wechselte aber zum Saisonende – nach nur insgesamt 23 Einsätzen – für eine Ablösesumme von 7.000 britischen Pfund zum Erstligisten Leicester City.
Es folgte ein schneller Aufstieg; nach nur vier Spielen in der Ersatzmannschaft kam Banks zu seinem Einstand in der obersten englischen Spielklasse. Am 9. September 1959 ersetzte er beim 1:1 gegen den FC Blackpool erstmals den verletzten Dave McLaren und kam auch drei Tage später beim 2:0-Sieg gegen Newcastle United zum Einsatz. Zwar konnte McLaren nach seiner Genesung seinen Konkurrenten zunächst wieder auf die Ersatzbank verdrängen, aber die anschließenden 14 Gegentore in nur fünf Spielen sorgten dafür, dass Banks auf die Torhüterposition zurückkehrte und auch für den Rest der Spielzeit die erste Wahl seines Trainers bleiben sollte.
Mit Leicester City erreichte Banks 1961 nach einem Sieg gegen Sheffield United das FA-Cup-Endspiel im Wembley-Stadion. Es war die erste von insgesamt drei Finalteilnahmen des Vereins in den 1960er Jahren. Finalgegner war 1961 Tottenham Hotspur, das zu dieser Zeit den englischen Fußball dominierte und mit deutlichem Vorsprung die Meisterschaft gewonnen hatte. Obwohl Banks im Endspiel eine gute Leistung bot, stellte sich der verletzungsbedingte Ausfall des rechten Verteidigers Len Chalmers als eine zu große Schwächung heraus und die Spurs gewannen nach zwei Toren in der zweiten Halbzeit durch Bobby Smith und Terry Dyson den Pokal und somit das erste englische „Double“ des 20. Jahrhunderts.
Stammtorhüter der englischen Nationalmannschaft war zu dieser Zeit Ron Springett. Nach der WM 1962 in Chile leitete der neue Nationaltrainer Alf Ramsey jedoch zahlreiche Veränderungen ein. Im April 1963 kam der 25-jährige Banks gegen Schottland im Wembley-Stadion erstmals zum Einsatz. Obwohl England die Partie mit 1:2 verlor, wurde Banks’ Leistung in den Medien überwiegend positiv beurteilt und auch Ramsey äußerte sich sehr zufrieden. Banks stand in 13 der nächsten 15 Länderspiele im Tor, darunter auch bei einem 1:1 gegen den amtierenden Weltmeister Brasilien.
1963 stand Banks mit Leicester City wieder im FA-Cup-Endspiel, diesmal gegen Manchester United. Fünf Jahre nach dem Flugzeugunglück von München und dem Tod von acht „Busby Babes“ versuchte United mit der neu aufgebauten Mannschaft seinen ersten Titel zu gewinnen. Banks konnte einen Schuss von Bobby Charlton nicht festhalten und ermöglichte damit David Herd den Treffer zum 0:1 per Nachschuss. Auch beim 0:2 agierte Banks unglücklich, als ihn Denis Law mit einem Schuss auf dem falschen Fuß erwischte. Nachdem Leicester mit einem Kopfballtor von Ken Keyworth auf 1:2 verkürzen konnte, sorgte ein Fehler von Banks für den 1:3-Endstand. Banks griff sich eine von Johnny Giles in seinen Strafraum geschlagene Flanke, konnte den Ball aber nicht festhalten und ließ ihn direkt vor Herd fallen, der das dritte Tor für Manchester erzielte.
Seinen ersten Titel gewann Banks schließlich im Jahre 1964, als er mit seinem Team im Endspiel des Ligapokals nach Hin- und Rückspiel mit 4:3 Stoke City besiegte. Im folgenden Jahr misslang die Titelverteidigung, als einer 2:3-Hinspielniederlage gegen den FC Chelsea an der Stamford Bridge nur ein 0:0 an der heimischen Filbert Street folgte.

### Das Weltmeisterschaftsjahr 1966
1965 war Banks unumstritten die erste Wahl auf der Position des englischen Nationaltorhüters und hatte ein Leistungsniveau erreicht, das für die folgenden rund sieben Jahre als „Form seines Lebens“ gelten kann. Seine Stärken lagen in einer außergewöhnlichen Beweglichkeit mit häufig spektakulären Paraden und in der genauen Beobachtung des Spiels, die es ihm ermöglichte, gegnerische Angriffszüge zu antizipieren, und zu einem nahezu fehlerlosen Stellungsspiel führte.
Mit Banks im Tor gewann England als Gastgeber die Gruppenphase mit einem 0:0-Remis gegen Uruguay und zwei 2:0-Siegen über Mexiko und Frankreich, bei denen Banks weitestgehend beschäftigungslos blieb. Die in den drei Partien ohne Gegentor sichtbare Stärke der Defensive zeigte sich auch in dem zeitweise unfairen Viertelfinalspiel gegen Argentinien, das durch einen Treffer von Geoff Hurst mit 1:0 gewonnen wurde.
Im Halbfinale gegen Portugal führte England nach zwei Toren von Bobby Charlton mit 2:0, bevor ein von Jack Charlton verschuldeter Elfmeter dafür sorgte, dass Banks durch den Treffer von Eusébio zum 1:2 erstmals in diesem Turnier bezwungen wurde.
Im Finale gegen Deutschland war England zunächst spielbestimmend, aber Banks kassierte das erste Tor in der Partie. Nach einem schwachen Kopfball von Ray Wilson erzielte Helmut Haller mit einem Rechtsschuss den Führungstreffer, wobei der platzierte – aber nicht sonderlich harte – Schuss durch ein Missverständnis zwischen Jack Charlton und Banks begünstigt wurde. Sechs Minuten später köpfte Hurst den Ausgleich, worauf in der zweiten Halbzeit der 2:1-Führungstreffer von Martin Peters folgte.
Nachdem sich Banks in der zweiten Hälfte lange nicht auszeichnen konnte, kam er durch einen Freistoß von Lothar Emmerich aus fast 30 Metern Entfernung wieder in das Zentrum der Ereignisse. Der Schuss prallte von der Mauer ab, der deutsche Abwehrspieler Wolfgang Weber rutschte am Fünfmeter-Raum in den Ball und erzielte kurz vor Spielende den Ausgleich zum 2:2. Kurz vor Ende der regulären Spielzeit musste Banks noch eine große Chance von Siggi Held abwehren. Bei dem anschließenden Nachschuss von Uwe Seeler konnte er nicht eingreifen, der Schuss ging aber am Tor vorbei.
In der Verlängerung schoss Hurst das berühmte und umstrittene Wembley-Tor zum 3:2 (Endstand 4:2). Banks war in seinem 33. Länderspiel Fußball-Weltmeister geworden.

### 1966–1970
In Banks’ Verein Leicester City erregte zu dieser Zeit Peter Shilton Aufsehen, ein aufstrebender junger Torwart aus der Jugendabteilung, der im Mai 1966 im Alter von nur 16 Jahren seinen Einstand in der ersten Mannschaft gab. Schnell wurde deutlich, dass Shilton ein außergewöhnlicher Spieler sein würde, aber sein direkter Konkurrent war Gordon Banks, der zu diesem Zeitpunkt als der weltweit beste Torhüter galt. Als Shilton darauf bestand, einen Profivertrag nur zu unterschreiben, wenn ihm ein Stammplatz in der ersten Mannschaft zugesichert wurde, entschied sich die Vereinsführung überraschend dafür, Banks nur ein Jahr nach dem Weltmeistertitel die Freigabe für einen Wechsel zu erteilen. Banks wechselte daraufhin zu Stoke City und zog nach Madeley in Staffordshire.
In der englischen Nationalmannschaft blieb Banks die erste Wahl auf der Torhüterposition. Obwohl Ramsey gelegentlich auch Peter Bonetti vom FC Chelsea, Gordon West vom FC Everton oder Alex Stepney von Manchester United einsetzte, vertraute er in den wichtigen Spielen weiterhin auf seinen Weltmeistertorhüter. England erreichte mit Banks die Runde der letzten vier Mannschaften bei der EM 1968 und unterlag dort in Florenz gegen Jugoslawien. Im folgenden Jahr feierte Banks sein 50. Länderspiel mit einem 4:1 gegen die schottische Auswahl im Wembley-Stadion. Bis zum Beginn der WM 1970 in Mexiko, für die sich England als Titelverteidiger nicht qualifizieren musste, kam er in neun weiteren Partien zum Einsatz.

### Weltmeisterschaft 1970 in Mexiko
Kurz nach der Ankunft in Mexiko erhielt Banks die Nachricht, dass er mit dem Order of the British Empire ausgezeichnet werden sollte. Er spielte seine 60. Partie beim Sieg im ersten Gruppenspiel gegen Rumänien. Es folgte das von hohen Erwartungen begleitete Duell gegen Brasilien, in dem sich Banks nach nur zehn Spielminuten durch eine spektakuläre Aktion einen Platz in der Fußballgeschichte sicherte.

#### Glanzparade gegen Pelé
In der temporeichen Anfangsphase setzte das brasilianische Team England unter enormen Druck. Der Kapitän Carlos Alberto leitete einen Angriff ein, indem er mit einem Flachpass auf die rechte Seite Jairzinho anspielte. Der schnelle Flügelspieler überlief den englischen Linksverteidiger Terry Cooper, erreichte den Ball noch kurz vor der Grundlinie und schlug eine hohe Flanke, die sich in Höhe des langen Pfostens absenkte. Banks hatte dabei – wie bei Torhütern in derartigen Situationen üblich – den kurzen Pfosten abgedeckt und musste nun mit einem schnellen Antritt – dem Flug des Balles folgend – zum gegenüberliegenden Pfosten wechseln.
Währenddessen war Pelé mit perfektem Timing zur Stelle, gewann das Kopfballduell gegen den rechten Außenverteidiger Tommy Wright und platzierte mit einem harten und schnellen Kopfball den Ball in die untere Ecke knapp neben dem Pfosten. Banks war noch vom anderen Pfosten unterwegs und schien unmöglich noch an den Ball gelangen zu können, zumal er sich bei der Abwehraktion noch etwas nach rückwärts orientieren musste. Pelé schrie bereits „Tor!“, aber Banks warf sich mit einem Hechtsprung rückwärts zu Boden und wehrte den Ball im Fallen mit der rechten Hand ab. Erst als er den Jubel seines Mannschaftskameraden und Kapitäns Bobby Moore hörte und den Ball außerhalb des Spielfeldes auf eine Werbebande zurollen sah, wurde ihm klar, dass er den Ball über die Torlatte gelenkt haben musste. Obwohl das englische Team, vornehmlich wegen kritischer Kommentare von Ramsey im Vorfeld des Turniers, in Mexiko nicht sehr beliebt war, bejubelten die Zuschauer im Estadio Jalisco in Guadalajara Banks, der wieder seine Position einnahm, um den nachfolgenden Eckball zu erwarten. Pelé nannte diese Aktion später die großartigste Torhüterparade, die er in seiner ganzen Karriere gesehen habe.
Trotzdem gewann Brasilien die Partie durch einen Treffer von Jairzinho in der zweiten Halbzeit mit 1:0, nachdem England einige Chancen zum Ausgleich vergeben hatte, vor allem durch Jeff Astle, dessen Schuss das leere Tor verfehlte und Alan Ball, der nur die Querlatte traf. Nach einem Sieg im letzten Gruppenspiel gegen die Tschechoslowakei zog England aber neben Brasilien ins Viertelfinale ein und stand dort in einer Neuauflage des Endspiels vor vier Jahren dem Team aus Deutschland gegenüber.

#### Spiel England gegen Deutschland
Am Tag vor dem Spiel gegen Deutschland erlitt Banks eine Magenverstimmung, die seine Einsatzfähigkeit in Frage stellte. Trotz intensiver medizinischer Behandlung schien es zunächst unmöglich, dass er rechtzeitig zum Spiel genesen konnte. Am Spieltag fühlte er sich jedoch wieder besser und absolvierte einen Fitnesstest mit Sprints und Fangübungen. Ramsey entschloss sich dennoch, in dieser wichtigen Partie kein Risiko einzugehen und nominierte anstelle von Banks den Ersatztorhüter Peter Bonetti. Obwohl sich Bonetti als gute Vertretung erwies, ging das Spiel in der Verlängerung mit 2:3 verloren. Spätere Verschwörungstheorien, wonach Banks im englischen Mannschaftshotel durch Manipulation seines Essens absichtlich außer Gefecht gesetzt worden sei, wurden von Banks immer nachdrücklich abgelehnt.

### Die letzten Jahre als „englische Nummer 1“ (1970–1972)
Im ersten Länderspiel nach der Weltmeisterschaft gegen die DDR im Wembley-Stadion kam Banks nicht zum Einsatz, da Ramsey Banks’ 12 Jahre jüngerem Rivalen Peter Shilton zu seinem Nationalmannschaftsdebüt verhalf. Das blieb zunächst ein Einzelfall; in der Qualifikationsphase zur EM 1972, bei der England vor Erreichen der Endrunde gegen Deutschland ausschied, absolvierte Banks zehn der nächsten zwölf Begegnungen für England. Während dieser Zeit war Banks im Länderspiel gegen Nordirland an einer weiteren legendären Szene beteiligt, als ihm während eines Torabschlags der Ball von George Best weggespitzelt wurde, der das anschließende Laufduell gegen den Torhüter gewann und ins Tor einköpfte. Obwohl der Treffer wegen Foulspiels nicht anerkannt wurde und England die Begegnung mit 1:0 für sich entschied, konnte Banks eine gewisse Verlegenheit nicht verbergen. Im EM-Qualifikationsspiel gegen Malta am 12. Mai 1971 in Wembley war Banks während der 90 Spielminuten genau viermal am Ball, jedes Mal nach einem Rückpass eines Mannschaftskameraden – nicht einen Schuss der Malteser musste er abwehren. Das Spiel endete 5:0 für England.
Auf Vereinsebene gelang Banks die wohl zweitberühmteste Parade seiner Karriere, als er im Ligapokal 1972 beim Halbfinalsieg von Stoke City gegen West Ham United einen vom Nationalmannschaftskollegen Hurst getretenen Elfmeter über die Querlatte lenkte. In diesem Wettbewerb erreichte Banks sein drittes Ligapokalfinale und gewann nach einem 2:1-Endspielsieg gegen den FC Chelsea im Wembley-Stadion zum zweiten Male. Im FA-Cup hingegen, in dem er bereits mit Leicester City zwei Endspielniederlagen erlitten hatte, scheiterte Banks mit Stoke City sowohl 1971 als auch 1972 im Halbfinale jeweils am FC Arsenal.
Am 27. Mai 1972 kam Banks beim 1:0-Auswärtssieg gegen Schottland im Hampden Park zu seinem 73. Länderspiel und wurde von der Vereinigung englischer Fußballjournalisten, der Football Writers' Association (FWA) als Englands Fußballer des Jahres ausgezeichnet. In diesen 73 Begegnungen hatte er 35-mal zu Null gespielt und insgesamt nur 57 Gegentore zugelassen. Der 34-jährige Banks stand auf dem Höhepunkt seiner Karriere und bereitete sich in seiner ruhigen Art auf eine weitere Spielzeit mit Stoke City vor, als seine sportliche Laufbahn ein plötzliches und unerwartetes Ende fand.

### Karriereende
Auf der Rückfahrt von einer physiotherapeutischen Behandlung beim Mannschaftsarzt verlor Banks am 22. Oktober 1972 die Kontrolle über sein Fahrzeug, fuhr in einen Graben und verlor das Bewusstsein. Als er im Krankenhaus wieder zu sich kam, erfuhr er, dass er zwar keine lebensbedrohliche Verletzung davongetragen, aber die Sehfähigkeit seines rechten Auges eingebüßt hatte. Er versuchte dennoch, seine Torwartkarriere fortzusetzen, aber der Verlust des binokularen Sehens machte es ihm unmöglich, weiter auf höchstem Niveau zu spielen. Shilton ersetzte Banks auf der Position des englischen Nationaltorhüters und 1974 auch bei Stoke City.
Banks betätigte sich fortan als Scout und war in den Medien im Fußballbereich aktiv. Im Oktober 1977 hatte er mit dem irischen Verein St Patrick’s Athletic in der League of Ireland ein kurzes Comeback, bestritt aber nur eine einzige Partie, den 1:0-Heimsieg am 2. Oktober im Richmond Park gegen die Shamrock Rovers, bei dem er ohne Gegentor blieb. Anschließend zog es Banks in die nordamerikanische Profiliga NASL, wo er als Superstar angekündigt wurde und 1977 und 1978 für die Fort Lauderdale Strikers mit seinem alten Gegner George Best in einer Mannschaft spielte. Im Jahre 1980 trainierte er kurzzeitig den Amateurverein Telford United.

## Ehrungen
In einer Umfrage des britischen Fernsehsenders Channel 4 wurde Banks als bester englischer Torhüter aller Zeiten in eine Allzeit-Nationalelf gewählt. Im Jahr 2002 wurde er in die neu errichtete English Football Hall of Fame aufgenommen.
Im Februar 2006 ernannte die Universität Keele Banks zum Ehrendoktor. Am 9. Mai 2006 erhielt er als erste „Legende“ eine Bronzeplakette auf dem in Sheffield neu errichteten „Walk of Fame“ vor dem städtischen Rathaus.
Im Jahre 2006 veröffentlichte der nordirische Bestseller-Autor Don Mullan einen Roman mit dem Titel „Gordon Banks: A Hero Who Could Fly“, in dem er den Einfluss des englischen Weltmeistertorhüters auf sein Leben verarbeitete. Im Alter von 38 Jahren stellte Mullan seine eigene Legasthenie fest, wobei er kurz nach dem 1966er Weltmeisterschaftsfinale und seiner Faszination für Gordon Banks damit begann, Lesen und Schreiben in einem von ihm erstellen 500-seitigen Scrapbook zu lernen. Mullan wuchs in einer republikanischen Hochburg im nordirischen Derry/Londonderry auf und war als Schüler Zeuge der tragischen Ereignisse des berüchtigten Blutsonntags am 30. Januar 1972. In seinem Roman beschreibt Mullan, dass seine Bewunderung für den englischen Torhüter dafür sorgte, dass er nie der Versuchung erlag, den Weg der Gewalt zu beschreiten. Gordon Banks selbst präsentierte im Sommer 2006 das Buch in Dublin, Derry und im Britannia Stadium und beschrieb Mullan als seinen „größten Fan“. Der Sender „BBC Drama“ sicherte sich die Rechte an einer Verfilmung für das Jahr 2008.
Darüber hinaus arbeitet Mullan an einer Dokumentation über Gordon Banks und ist aktiv an den Plänen beteiligt, für den ehemaligen Torhüter vor dem Britannia Stadium – Heimstätte von Stoke City – ein Denkmal zu errichten.

## Privates
Banks lernte seine spätere Ehefrau Ursula während seiner Dienstzeit in Deutschland kennen. Er diente u. a. beim 101. Drahtlosen Fernmeldezug der Britischen Rheinarmee und war zu diesem Zeitpunkt in der Nähe von Königslutter stationiert. Die beiden heirateten kurz nach der Rückkehr nach England und hatten drei Kinder.

## Erfolge
- Fußball-Weltmeister: 1966
- Englischer Ligapokalsieger: 1964, 1972
- Englands Fußballer des Jahres: 1972